# Alonso Quintero
Alonso Quintero Contreras, meglio noto come Alonso Quintero, (Santiago del Cile, 29 giugno 1993) è un attore e cantante cileno famoso per aver recitato nelle serie televisive Vivir con 10 e Otra vez papá.

## Biografia
Nel 2011 viene ingaggiato dall'emittente TVN per recitare nella telenovela Aquí mando yo. Dopo aver recitato in Pobre Rico, nel 2013 firma un contratto di due anni con l'emittente Canal 13. Nel 2015, in seguito ad una crisi, il contratto non verrà rinnovato. Dal 2017 è membro del casto della telenovela Perdona nuestros pecados.

## Filmografia

### Cinema
- El mago, regia di Matías Pinochet (2014)
- Contra el Demonio, regia di José Miguel Zúñiga (2018)

### Televisione
- Vivir con 10 – serie TV, episodi 1x01-1x02-1x03 (2007)
- Teatro en CHV – serie TV, un episodio (2008)
- Otra vez papá – serie TV, 4 episodi (2009-2011)
- Aquí mando yo – serie TV, 134 episodi (2011-2012)
- Pobre rico – serie tv, 223 episodi (2012-2013)
- Mamá mechona – serie TV, 114 episodi (2014)
- Perdona nuestros pecados – serie TV, 98 episodi (2017-2018)